# 歷史之眼
《歷史之眼》由日本漫畫家岩明均所繪的日本漫畫作品，漫畫於日本講談社的雜誌《月刊Afternoon》連載，單行本已發行12集，中文版由台灣東立出版社代理。
2025年5月12日，本作獲頒第49屆講談社漫畫獎總合部門獎。

## 概要
該作是作者成為漫畫家前就開始構思的作品。以西元前4世紀的古希臘、馬其頓王國和阿契美尼德王朝為舞台，描述亞歷山大大帝底下的書記官尤米尼斯波折的一生。

## 故事大綱

### 序章
公元前343年，位於色雷斯、希臘東北方的城邦卡地亞，正與位於希臘西北方的強權馬其頓王國交戰。力圖統一全希臘的馬其頓國王腓力二世率領的大批訓練有素的重裝步兵軍團將卡地亞包圍得水泄不通。
卡地亞在重重包圍之下，似乎連一隻螞蟻都鑽不進去，但一名青年卻正盤算著如何進入城內。青年名為尤米尼斯，通過分析希臘世界的政治局勢，尤米尼斯認為馬其頓軍的團團包圍不過是為了恐嚇卡地亞乞降歸順，並無與卡地亞交戰之意。倚靠他的三寸不爛之舌，尤米尼斯成功說服城門守衛放他進城。
在思考如何進城時，尤米尼斯遇到了同樣煩惱如何進城的商人安帝哥，安帝哥來卡地亞是為了拜訪他的舊友——地方豪族耶羅紐摩斯的府邸，正巧與尤米尼斯的目的地相同。安帝哥看中尤米尼斯試圖進城時展露的口才和謀略，便邀請他到自己麾下工作，但尤米尼斯決定先依照此行的原計劃，回到自己兒時的家看看。

### 第1部

#### 尤米尼斯少年時期－青年時期
少年時期的尤米尼斯是作為卡地亞豪族耶羅紐摩斯的次子被扶養長大的。尤米尼斯自幼就展露出過人的才華，連身邊的大人都為之讚歎。憑藉優渥的家境，尤米尼斯閱遍了諸多書卷，從奧德修斯的英雄傳說到希羅多德的歷史紀錄他都如數家珍，過著無憂無慮的童年。
某日，卡地亞市內一名西徐亞裔奴隸殺主逃亡，並憑他高超的劍術殺傷了許多前來追捕他的民兵。耶羅紐摩斯的心腹海格泰奧斯趁著市內混亂謀害了主子，並栽贓到力盡戰死的逃亡奴隸身上。但此事被尤米尼斯看出蹊蹺，並在案情查問會控訴案情疑點，質疑海格泰奧斯作偽證、真兇另有其人。海格泰奧斯為轉移焦點，曝出尤米尼斯其實並非是耶羅紐摩斯家的養子，而是耶羅紐摩斯擄掠而來的西徐亞裔奴隸，因此才會試圖包庇身為同胞的西徐亞裔奴隸。在海格泰奧斯與查問會的合謀之下，尤米尼斯被貶為奴隸，海格泰奧斯成功篡奪了耶羅紐摩斯家在卡地亞的權勢。
不久後尤米尼斯被商人花重金買走，離開了卡地亞。但在離去的航程中，船上的奴隸們發動叛亂殺死了商人及其手下們，船隻也因此缺少水手，最終發生海難沉沒。落水的尤米尼斯被海浪沖到位於黑海南邊的帕夫拉戈尼亞的海岸上，並被附近的村莊慕亞村的村民救起，尤米尼斯意外地就此恢復自由身。尤米尼斯藉著傳授自己過去所學的希臘文學知識，獲取了村民們的接納和認可，並與寄居處村民家的姪女桑拉互懷好意。作為村民的一員，尤米尼斯在慕亞生活了數年，成長為一名青年。
慕亞村長久以來都受鄰近的希臘都市帝歐斯的庇護，帝歐斯權力者菲列泰洛斯更是與前村長、桑拉之父加魯德有過一段深厚的友情，因此慕亞村與帝歐斯之間一直關係友好。但菲列泰洛斯的長子代馬格斯卻一直企圖征服慕亞村、擴張家族領地，並在父親病倒時征募私兵，打算實現野心。洞悉兄長陰謀的菲列泰洛斯的次子帖列格斯暗中到訪慕亞村，勸說村民避戰、離開村子，但村民們無法接受，並決心固守村子。在幾場攻防戰之後，尤米尼斯向村長獻策：先由他假扮希臘人隻身前往敵軍陣中，用計誘使代馬格斯攻入佯裝防備鬆懈的村中，藏在暗處的村民們再依照尤米尼斯教授的戰法殲滅代馬格斯軍。最終計策大獲成功，惟村民沒能夠恪守尤米尼斯不殺代馬格斯的叮囑。戰後一個月，菲列泰洛斯和帖列格斯親臨慕亞村致歉，雙方恢復和睦。但尤米尼斯不巧被先前在代馬格斯陣中見過一面的帖列格斯撞見，知曉兄長之死是因為中計的帖列格斯因而暴怒。為了得來不易的和平，尤米尼斯將代馬格斯之死全部歸罪到自己身上，離開了慕亞村。
與戀人桑拉道別、離開慕亞村後，無處可去的尤米尼斯決定姑且先回到故鄉卡地亞看看，踏上了歸途。回到卡地亞的尤米尼斯，在破敗並淪為廢墟的耶羅紐摩斯邸前回想了一番自己離開卡地亞後一路上的經歷。在與路過的舊友重逢、敘舊後，尤米尼斯遭誤以為他是歸鄉復仇的過去的家臣蓋拉達襲擊，在反擊殺死蓋拉達後，又遭海格泰奧斯發覺，再被追殺。如此這般，無法再待在卡地亞的尤米尼斯，決定接受安帝哥的就職邀請。尤米尼斯被安帝哥帶出城門，城外的馬其頓軍此時已經解除包圍、在城外整齊列隊，靜候主君談判歸來。獨眼的商人安帝哥此時終於揭開偽裝：他正是士兵們的主君，馬其頓國王腓力二世。
公元前343年，卡地亞歸順馬其頓。

### 第2部

#### 公元前343年 馬其頓王國
賞識尤米尼斯的過人才華的馬其頓國王腓力，任命他為見習書記官。在馬其頓首都佩拉暫無居所的尤米尼斯，被安排到貴族阿塔洛斯家中暫住，並與阿塔洛斯的姪女尤麗蒂互有好感。逐漸適應新生活、對書記官的工作也愈加熟稔的尤米尼斯，一日在王宮中偶遇一名面部有個蛇形胎記的少年，他正是腓力的繼承人、馬其頓的王子亞歷山大。
哲學家亞里斯多德此前接受腓力邀請，到馬其頓的米埃扎與其他諸多自全希臘聚集而來的哲人開設學校，教育主要是馬其頓貴族子弟的幹部候補們。聚集於此的學生們，以被稱為馬其頓「王家雙輪」的將軍帕曼紐和元老安提帕特為榜樣，日夜精進自己。年少的王子亞歷山大亦獲安排入學，與眾多同齡人和前輩們一同學習。亞歷山大在學校中不拘身份，待人和善誠實，看似是個無可挑剔的王儲。但尤米尼斯自同僚口中得知，亞歷山大的腦中還潛藏著另一個人格「赫菲斯提恩」。
「赫菲斯提恩」是由亞歷山大的母親、腓力的第4王妃奧林匹亞絲締造出來的人格。淫蕩的奧林匹亞絲時常會邀請其他男人同床，某夜奧林匹亞絲在與情人行房時，不慎被年幼的亞歷山大撞見。然而奧林匹亞絲佯裝是被強暴，並對情人痛下殺手，蒙混了過去。事後為安撫目睹血腥一幕的亞歷山大，奧林匹亞絲決定送給他一位「心靈之友」。她用化粧將亞歷山大臉上的蛇形胎記掩蓋住，再拿來一面鏡子，對他說鏡中人就是他的新朋友「赫菲斯提恩」。正因無法親手「保護」母親、內心大為動搖的亞歷山大心中產生幻覺，竟真將鏡中的倒影當作了自己的新朋友，自此「赫菲斯提恩」這一人格便寄居在了亞歷山大的腦中。而成功為亞歷山大創造出另一個人格的奧林匹亞絲，則計劃好好利用亞歷山大「一身兩心」的特質，培育他成為超越腓力之上的王者。

#### 公元前340年 佩林多斯、拜占庭攻防戰
公元前340年，腓力發兵進軍佩林多斯、拜占庭。這兩座城市都與希臘世界的強權雅典結盟，且是雅典的重要據點，腓力此次出兵亦是為了剪除這個統一希臘征程上的宿敵的羽翼。此前正式成為馬其頓王國書記官的尤米尼斯此次亦獲腓力命令隨軍出征。
儘管馬其頓軍從海陸兩方將兩座城市層層圍住，但獲雅典支援的兩座城市防守之堅固出乎了馬其頓軍的意料。正當馬其頓軍苦於城池久攻不落時，由福西昂率領的雅典海軍馳援而來，先後大敗封鎖佩林多斯和拜占庭兩地海路的馬其頓海軍。福西昂更在暗中與希臘世仇波斯聯手，請波斯軍在博斯普魯斯海峽對岸列陣，威嚇馬其頓軍。腓力見大勢已去，唯有下令退兵。
撤軍途中，腓力順道收拾了不僅食言還挑釁自己的西徐亞西部領主阿提亞斯王。但在戰勝後的歸國途中，馬其頓軍遭到另一支蠻族特里巴利人的伏擊，腓力本人亦不慎遇襲，右腿受了重傷。群龍無首之下，馬其頓軍陷入一片混亂。眼見情況危急，尤米尼斯冒險冒用遇襲昏迷的阿塔洛斯之名，指揮全軍以巧妙的行軍嚇退了敵軍的侵擾，但難挽軍隊損傷之慘重。馬其頓軍周遭狼狽地撤回馬其頓，而接獲馬其頓大敗這一「捷報」的雅典主戰派因此士氣大振。知曉雅典城中反馬其頓氣焰因此燒得更盛的腓力，決定要與雅典決戰。而回到佩拉的尤米尼斯，正與迎接他歸來的戀人尤麗蒂相會、親吻。

#### 公元前338年 喀羅尼亞戰役
作為決戰的先遣作戰，安提帕特密令尤米尼斯化作商人潛入雅典。密令中的作戰計劃是通過政治操作，迫使棘手的敵將福西昂下台。但潛入雅典的尤米尼斯發現城中的主戰氛圍甚囂塵上，即使不做多餘的政治操作，主張避戰的福西昂亦難以再有作為。後來的事態發展中，福西昂果真沒有再被雅典選為將軍。雅典和強國底比斯結為同盟，與馬其頓拉開了決戰的序幕。
經過在希臘中部地區展開的幾場作戰後，兩軍終於於公元前338年在同樣位於希臘中部的喀羅尼亞展開決戰。戰事開端，馬其頓軍展開斜線陣與希臘聯軍對峙，但沒過多久腓力便下令自己所處的右翼的部隊後退，位於聯軍左翼的雅典軍見狀趁勢推進。不斷推進的雅典軍不久便因隊伍過於突出，導致和右翼的底比斯軍連結在一起的陣型出現了缺口。這正是腓力故意下令馬其頓軍右翼部隊後退的目的：先誘使聯軍陣型出現破綻，再由馬其頓軍左翼部隊的前鋒庫拉提洛斯率騎兵闖入敵陣右翼，殲滅聯軍精銳的底比斯軍。但負責指揮馬其頓軍左翼部隊的副將亞歷山大，卻命令庫拉提洛斯將前鋒的任務交由他來做。
亞歷山大擁有一種神奇的能力，能夠依據自然環境的細微變動、鳥獸動物乃至人類的些許動向，「窺見」到些許的未來。而此時正在衝鋒的亞歷山大，窺見到眼前的聯軍缺口即將閉合，於是便甩下後續部隊，單騎衝破同時間窺見到的聯軍一個將出現新的缺口之處，並成功繞到了底比斯軍的背後。衝破敵陣的亞歷山大方才發現自己陷入了孤軍奮戰的窘境，不禁啞然失笑的他，很快判斷出憑目前自己孤身一人應該做什麼事。他騎馬飛馳，用劍砍下一個個底比斯軍後排士兵的頭顱，以此擾亂敵陣。目睹眾多同胞在轉瞬間都遭斬首而死的底比斯軍陷入一陣慌亂，隨後又被更多姍姍來遲的馬其頓軍後續部隊繞到背後。
見到騎兵部隊成功突破到底比斯軍背後，腓力心知大局已定，下令右翼部隊恢復前進。身經百戰的馬其頓軍迅速擊潰了雅典軍，底比斯軍也在左翼馬其頓軍步兵以及背後的馬其頓騎兵的夾擊之下遭到殲滅。戰役以馬其頓的完全勝利結束。戰後，底比斯被馬其頓佔領，雅典雖然保住了自治地位，但也不得不吞下解散海軍等苛刻的條件，長久以來支配著愛琴海海域的「海上帝國雅典」自此消失。終於剷除宿敵的馬其頓軍凱旋班師，返回佩拉。
但隨軍回到佩拉的尤米尼斯，卻收到了戀人尤麗蒂即將成為腓力的「第7王妃」的消息。

#### 公元前337年 馬其頓
遭到腓力奪己所愛、心灰意冷的尤米尼斯打算退職離開馬其頓。正在計劃如何離去的他，偶然察覺到奧林匹亞絲想要謀害入宮不久的尤麗蒂。奧林匹亞絲擔憂自己所生的亞歷山大的王儲地位將受尤麗蒂未來所生的王子的威脅，便設計毒殺尤麗蒂，但在將要得手之時被尤米尼斯識破。

## 登場人物

### 主要人物
尤米尼斯
本作主角。以位在色雷斯外緣的都市卡地亞的權力者耶羅紐摩斯（先代）之次子身份被扶養長大。自幼天賦異稟，周遭大人視其為神童。得益於優渥的家境，從小就熱衷閱讀，對神話中以智略為武器突破各種困境的英雄奧德修斯尤為崇拜。對神話以及文學作品不再感興趣之後，尤米尼斯將目光轉移到了「真實的紀錄」的希羅多德、修昔底德、色諾芬等人所著書卷上，並以此積累了豐富的知識。但其真實身份是被先代耶羅紐摩斯擄掠而來的西徐亞人孤兒，身份曝露之後尤米尼斯被貶為奴隸。其後尤米尼斯被商人買走而被迫離開了卡地亞，在一連串輾轉反覆的經歷後，終於公元前343年再度回到故鄉卡地亞。在試圖進入被馬其頓軍包圍的卡地亞時獲偶遇的商人安帝哥（為馬其頓國王腓力二世所偽裝）賞識，被聘至馬其頓任王國書記官一職。
不單只是學識，尤米尼斯的身體質素也非常優異，劍術更是高明到能夠與一隊民兵對峙。還曾通過俯瞰戰場了解戰況，下達了成功嚇退敵軍奇襲的軍令，展露出卓越的將才。此外，尤米尼斯的手工藝亦非常靈巧，例如將蛇形青銅飾品改造為小舟的推進裝置、用一根枝條將複雜的水池機關短暫恢復運轉等。即使是在面對之前全無經歷的場面時，尤米尼斯亦能夠倚靠他的學識靈活應對。從不恃才傲物以及身在新環境也會積極與周圍打成一片的性格，讓曾經懷疑或戒備他的人，最終都會對他投以信任。其才能在各個領域都受到矚目。
而史實中的尤米尼斯，除了出身地為卡地亞之外，並沒有留下多少早年經歷的相關紀錄。其早年是「西徐亞人的孤兒」以及「曾為奴隸」等設定均為本作品的創作。
腓力二世（安帝哥）
統治馬其頓的獨眼國王。在故事中登場之初自稱為來自佩林多斯的商人「安帝哥」，在同樣試圖進入被馬其頓軍包圍的卡地亞時與尤米尼斯相識，對尤米尼斯的口才以及謀略相當欣賞的腓力將其招為麾下家臣。腓力在政治、軍事上都擁有卓越的才能，在其一代之內將馬其頓變為席捲希臘世界的強國。尤米尼斯以「獨眼巨人庫克羅普斯」形容其威容。
中意尤米尼斯的醒目頭腦和直率性格的腓力，在得知馬其頓軍遭特里巴利人奇襲時尤米尼斯優異的將才表現時，甚至打算指名尤米尼斯為肩負王家未來的「王的左手」候補。但腓力認為「既然要給他（尤米尼斯）不容輕侮的權力，那他最好永保西徐亞的血統」，於是決定迎娶尤麗蒂為第7王妃，阻止尤米尼斯與阿塔洛斯構築親族關係。
史實中同樣名為「安帝哥」的安提柯一世，他在歷史上、尤其是在繼業者戰爭中對尤米尼斯的人生造成了極大的影響，惟其在截至目前發行的11卷時仍未於故事中登場。在史實中腓力與安提柯兩人都生於公元前382年，且擁有「獨眼國王」這一共通點，但腓力失去的是右眼，而安提柯失去的眼睛據推測是左眼。
亞歷山大
腓力與其第4王妃奧林匹亞絲之子。文武雙全、深受家臣擁戴的馬其頓王子。儘管常被左右稱讚，但仍覺得自己遠不及父親腓力，性格非常謙遜。在米埃扎的學校與同齡的少年家臣們一同學習、磨煉。品行端正、心繫百姓，看似是王國完美的繼承人的王子亞歷山大，卻也同時是個擁有另一個人格「赫菲斯提恩」的雙重人格者。
不僅充滿知性，亞歷山大的直覺也非常精確，憑直覺洞悉尤米尼斯的才能，並認為他足以適任「王的左手」（副司令官）。
在本作中，亞歷山大的雙瞳採用民間傳說，設定為異色瞳。同時，作中亞歷山大在左眼到左額之處還有一個蛇形胎記，其本人相當中意。坐騎為其愛馬彪賽法拉斯。
在腓力遠征色雷斯之時，亞歷山大率領留守寡兵，精彩地鎮壓了反叛的都市，被譽為「軍神阿瑞斯的化身」。其後又在喀羅尼亞戰役中單騎擾亂敵陣後方，為馬其頓軍大勝創造契機，其英姿被一些雅典士兵稱為「小型怪物」。其父腓力也非常認可亞歷山大的才能，但腓力同時也憂慮亞歷山大因精神問題而潛藏的隱患。
赫菲斯提恩
潛藏在亞歷山大腦中的另一個人格，偶爾會與亞歷山大交替，成為主人格。會做出平常的亞歷山大絕不會做的過分舉動，並因此被稱為「不良少年」。赫菲斯提恩這一人格的存在在王宮之中是公然的秘密，卻又同時是個禁忌，亦不容許被記載到王宮日誌之中。在赫菲斯提恩為主人格時，亞歷山大的人格會完全沉睡，但在亞歷山大為主人格時，赫菲斯提恩卻是一直清醒著的，因此赫菲斯提恩可以知曉在亞歷山大是主人格時外界的事物。與亞歷山大不同，赫菲斯提恩非常討厭蛇，每次成為主人格時還會化妝掩蓋臉上的蛇形胎記。
史實中同樣名為「赫菲斯提恩」的赫費斯提翁，在歷史上是深受亞歷山大信賴的重臣，亦是亞歷山大自幼結識的摯友，目前無從得知此史實人物與本作將會有何關聯。

### 第1部登場角色

#### 序章（特洛伊遺跡－卡地亞）
芭爾妮
波斯帝國貴族之女，特洛伊斯州總督之妻。頭腦靈活（比亞里斯多德更快理解了尤米尼斯製作的機關原理），巾幗不讓鬚眉的女性軍人。遵從希臘人丈夫故鄉的風俗，身穿希臘男性服裝，紮馬尾。在追捕身負間諜嫌疑的亞里斯多德時與尤米尼斯相遇。
梅牧諾
波斯軍中的希臘人傭兵部隊的隊長。芭爾妮丈夫的弟弟。曾因祖國內亂而委身於馬其頓，其軍事才能深受腓力肯定，曾被視為帕曼紐的後繼者——「王的左手」候補。

被波斯帝國以間諜嫌疑追捕的哲學家。在逃亡途中偶遇尤米尼斯，並在前往卡地亞的途中與他大談博物學。足以代表古希臘文明的大賢人。與腓力是舊友，被腓力招至馬其頓的米埃扎開設學校，負責亞歷山大王子以及次世代幹部候補們的教育。
作中常有描繪表現亞里斯多德的想法與眾不同的情節，使他成為作中的一把判斷標尺。
克里斯涅
之徒。非常以自己的希臘人身份自負，有些瞧不起文明發展較落後的異民族。認為缺乏主體性的異民族較希臘人更適合當奴隸，並謂之為「適材適所」。但之後克里斯涅在踩動腳踏船這種重勞動上卻做得比身為異民族西徐亞人的尤米尼斯還要好，被尤米尼斯反譏一句「適材適所」。
梅納多羅斯
安帝哥的隨從。跟主人說話有些沒大沒小。真實身份是馬其頓的貴族。所任職位不明，但從他隨假扮為商人「安帝哥」的腓力左右進入卡地亞市內擔任護衛可看出腓力對其的信賴。劍術高超，比同為劍術高手的尤米尼斯還要強上不少。同時也精通騎術，曾受命指導尤米尼斯騎術。因為這些與尤米尼斯的經歷，尤米尼斯在與身為貴族的他對話時不會拘束禮節，是如同尤米尼斯大哥般的存在。
帕曼紐
馬其頓軍總指揮官，被譽為「威嚴僅次於國王」的沙場老將。當馬其頓陸軍在平原展開陣營時，因王所處的隊伍右翼難以指揮到隊伍左翼，因此會任命一位副將執掌左翼指揮，這一副將職位也因此被稱為「王的左手」，帕曼紐所任即為此職。已經年過60但依然身形威武，尤米尼斯還曾因此猜測帕曼紐就是馬其頓國王。與其身姿不同，帕曼紐說話時表現得非常謙遜。
佩爾狄卡斯
馬其頓的年輕貴族。參與了卡地亞圍城戰，在指揮軍隊時曾於試圖入城的尤米尼斯見過一面，在馬其頓首都佩拉與尤米尼斯再會時稱他為「矚目的新人」。米埃扎的學校開學之後，作為戰場經驗者的佩爾狄卡斯也在腓力令下入學。
出身為奧勒提斯的貴族，父親奧龍特斯是奧勒提斯的豪族之一。在腓力把奧勒提斯納入馬其頓版圖之後，奧龍特斯通過打點關係成功使家族躋身到馬其頓貴族之中。「佩爾狄卡斯」這個名字，也是奧龍特斯為了討得腓力歡心，取前代國王的名字為他改名而來。

#### 尤米尼斯少年時期（卡地亞）
耶羅紐摩斯（先代）
尤米尼斯的養父，卡地亞的權力者，在卡地亞很有聲望。但同時亦有在經營蠻族奴隸的買賣，手段通常是購買蠻族家庭為減少糧食消耗而出售的兒童，有時也會用武力抓捕蠻人，其與尤米尼斯相遇的契機則正是後者。在一次試圖擄走一家西徐亞人時，耶羅紐摩斯驚訝於尤米尼斯在看到母親的淒慘死狀時的無動於衷，認為他有此膽識一定是因為體內流著英雄、勇士的血，於是決定收尤米尼斯為養子。
隨著尤米尼斯在成長過程中展露出聰慧和果敢的特質，甚至還表露出武術方面的潛質，耶羅紐摩斯愈發將尤米尼斯視為己出，並囑託他今後要多多關照不可靠的長子耶羅紐摩斯。
後在西徐亞人奴隸特勒克斯的逃走騷亂時，遭管家及心腹海格泰奧斯趁亂殺死。
泰希拉
尤米尼斯的養母。平日亦如同慈母般對待尤米尼斯，但有時會更優先關照長子耶羅紐摩斯。
面對丈夫帶來的養子尤米尼斯，最初聽聞他看到母親死狀亦無動於衷時，對此感到非常噁心。但當尤米尼斯終於抑制不住內心的悲傷而在泰希拉面前慟哭時，泰希拉也止不住憐惜，緊抱住尤米尼斯，自此亦將尤米尼斯視為己出。在特勒克斯逃走騷亂時，泰希拉還打了尤米尼斯的隨從奴隸卡隆一耳光，因他沒跟在尤米尼斯左右而先行回家（儘管他此舉是受尤米尼斯之命，且對此騷動事先並不知情）。之後尤米尼斯被貶為奴隸，在聽到尤米尼斯被帶離耶羅紐摩斯邸前的怒吼時，後悔地痛哭流涕。尤米尼斯離去後，泰希拉以酒度日，即使得病也酒不離身，最終病重離世。彌留之際在病榻上囑咐把兒子的形象雕刻在自己的墓碑上，其中亦包括尤米尼斯。儘管未能夠再相見，尤米尼斯在重返卡地亞拜訪雙親墓地時，仍在母親墳前為離去之日的怒吼致歉，也為雙親撫養之恩表達感激。
耶羅紐摩斯
尤米尼斯的義兄。在被揭露之前並不知道自己與尤米尼斯並無血緣關係。以身為紈绔子弟而驕矜，嫉妒才華橫溢的弟弟。在父親死後成為家主，但實權卻被其父生前的心腹海格泰奧斯掌握，耶羅紐摩斯家也自此家道中落。心中其實亦曾猜想過海格泰奧斯才是真正的殺父仇人，但又因無法離開海格泰奧斯的援助而一直默不作聲。長大後心中已經沒有了對尤米尼斯的惡意，在與尤米尼斯再會時衷心為他沒有遭遇到不幸而感到高興。在尤米尼斯為父報仇（實為耶羅紐摩斯的誤解），殺死蓋拉達後，吐露了前述的他長年來的心結。尤米尼斯在勸導他不必勉強自己、帶著心結活下去也無妨之後，重新認同了耶羅紐摩斯為兄弟，與其道別。
史實中同樣名為「耶羅紐摩斯」的卡迪亞的希洛尼摩斯，常被認為是尤米尼斯的同鄉好友或親戚，其為「尤米尼斯的義兄」等設定為本作品的創作。
海格泰奧斯
先代耶羅紐摩斯的心腹。在特勒克斯逃走騷亂時趁亂殺死先代耶羅紐摩斯，成為卡地亞市的實際掌權者。並揭露了尤米尼斯的真實來歷。
在尚為先代耶羅紐摩斯的手下時，海格泰奧斯認為滿腹才華的尤米尼斯今後是個很好的合作夥伴，因此曾友好地試圖親近尤米尼斯。但在尤米尼斯質疑先代耶羅紐摩斯的死因是海格泰奧斯的謀殺後，認為尤米尼斯「儘管只是小孩，但若輕忽自己亦難免會遭殃」的海格泰奧斯決定將其自社會中抹殺。
後來成年的尤米尼斯自慕亞村重返卡地亞，在市內與海格泰奧斯遭遇。海格泰奧斯一眼認出來連耶羅紐摩斯起初都沒認出來的尤米尼斯，並執拗地認為尤米尼斯返鄉是為了報當年的仇，同時在無證據情況下一口咬定尤米尼斯就是殺害蓋拉達的兇手（儘管事實的確如此），命令手下民兵抓捕尤米尼斯未果，尤米尼斯逃離而去。
尤米尼斯離開卡地亞、成為馬其頓王國書記官之後，因受命為先遣探勘人員而再度重返卡地亞。此時的卡地亞早已歸順到馬其頓旗下，因此海格泰奧斯不得不放低姿態謹慎接待王國書記官尤米尼斯，並在心裏為此感到十分屈辱。
儘管尤米尼斯早已對曾經的過節釋懷，但海格泰奧斯仍單方面對尤米尼斯心懷忌恨。最終在一次與尤米尼斯在馬其頓王宮中的偶遇時情緒爆發，以種族歧視言語辱罵尤米尼斯，被路過的阿塔洛斯聽到並遭其痛毆，獲尤米尼斯勸解阿塔洛斯包庇他才終於獲釋。
史實中的海格泰奧斯是卡地亞的僭主，根據普魯塔克的記載，他與在卡地亞時的尤米尼斯曾經結怨，兩人曾因此而在政治上對立。
蓋拉達
先代耶羅紐摩斯的手下。一名莽漢，耶羅紐摩斯家麾下傭兵的頭領。與海格泰奧斯合謀殺死先代耶羅紐摩斯。為被貶為奴隸的尤米尼斯的才華感到惋惜，並稱更期待看到尤米尼斯作為耶羅紐摩斯家少爺長大的未來。在尤米尼斯重返卡地亞時，認為他回來是為了報仇，並在尤米尼斯轉身時拔劍偷襲，但反過來被尤米尼斯拔刀殺死。他也是尤米尼斯第一個直接下手殺死的人。
臨死時聽到尤米尼斯回憶過去兩人時常一起玩耍的往事，知道尤米尼斯確實沒有復仇之意的他輕笑一聲後死去。
卡隆 / 梅蘭迪歐斯
長年侍奉耶羅紐摩斯家的奴隸。在尤米尼斯小時候常侍其左右照顧他。曾參與前述擄掠西徐亞人一家的行動，因此在故事之初便已知曉尤米尼斯的身世。在尤米尼斯被貶為奴隸後態度丕變，變得對尤米尼斯冷淡刻薄，但背地裏仍然保持對尤米尼斯的關心。其肇因是當初在擄掠西徐亞人一家時，卡隆為阻止尤米尼斯親生母親繼續抵抗，而把尤米尼斯挾為人質，間接導致尤米尼斯親生母親慘死，此後卡隆一直為此感到內疚。
在尤米尼斯離開耶羅紐摩斯家的數年後，卡隆用私底下存的錢為自己贖身，離開了卡地亞。堅信尤米尼斯必定會憑藉其才華和特質擺脫奴隸境遇、並一定會前往他自幼憧憬之地——雅典的卡隆，便啟程前往雅典。之後卡隆在黑社會中嶄露頭角，並且更名為「梅蘭迪歐斯」，成為了鄰近雅典的海港城市比雷埃夫斯的黑社會頭目。因與卡地亞有商業往來，因此蒐集到了許多尤米尼斯的情報，並對他重返卡地亞之後的情報瞭若指掌。最終卡隆終於得以與在喀羅尼亞戰役戰前潛入雅典進行資訊戰的尤米尼斯重逢。心中視尤米尼斯為自己的孩子的卡隆，在發跡之後即使結了婚也沒有生子。
托魯米迪斯、尼可肯尼斯、歐爾比斯
尤米尼斯在學校的三個朋友。與尤米尼斯交情甚篤，即使尤米尼斯被貶為奴隸也依舊視他為朋友，並在其乘船離去時為其送行。
後來托魯米迪斯成為卡地亞民兵，偶遇返鄉的尤米尼斯時熱情招待了他。而自幼體格健壯的尼可肯尼斯則一直在鍛煉身體，並成為了奧林匹亞競技會的卡地亞代表。歐爾比斯則因體質虛弱多病，在一次傳染病中喪生，無緣與尤米尼斯再會。
佩莉拉
卡地亞一個富裕家庭的女兒。與尤米尼斯關係親密，兩人抱有青澀的戀愛情絮。對奴隸有些鄙夷和蔑視，在尤米尼斯遭貶為奴隸被賣走時大喊「我沒有什麼奴隸朋友」，將尤米尼斯贈與她的禮物擲入海中。
長大後嫁給卡地亞市內一家名叫「泰沙羅斯車輪」的商鋪家庭中。
特勒克斯
西徐亞裔奴隸。遭受主人——市內高利貸業者家的少爺帝奧凱多的嚴苛虐待，連甚少關心奴隸的市民都同情他。但特勒克斯實為一個劍術高超的劍士，只是因為手腳都被綁上了鐵鏈才屈從於帝奧凱多淫威之下。對此毫不知情的帝奧凱多在為特勒克斯解開鐵鏈後旋即慘遭殺害，死後更被割下頭皮。逃入市內的特勒克斯面對眾多的民兵亦絲毫沒有膽怯，憑藉高超的劍術大殺四方。
其後特勒克斯被趕來的正規軍追殺，輕裝而又隻身一人的特勒克斯應付不及，身負重傷逃到野外。後遭依血跡跟蹤而來的尤米尼斯告密而曝露所在地，死後被海格泰奧斯栽贓為殺害先代耶羅紐摩斯的兇手。
因曾與尤米尼斯有過數面之緣，且尤米尼斯曾對他釋出善意，特勒克斯儘管在殺出重圍時殺傷了不少市民，但唯獨沒有對尤米尼斯出手，後被海格泰奧斯曲解為「同為西徐亞人的親近感」。
目睹特勒克斯在逃亡中的戰鬥全過程的尤米尼斯，日後在見過另一個劍術高手巴特時，仍認為他不及特勒克斯強悍。特勒克斯的戰姿也自此與尤米尼斯的親生母親一同，成為尤米尼斯腦中的武術參考。
拉哥斯
來自黑海沿岸的希臘都市奧爾比亞的商人。海格泰奧斯以「出售尤米尼斯所得的金額，要作為撫恤金分發給當年遭尤米尼斯母親殺害的人的家屬」為由，開出高價將尤米尼斯售予杰拉哥斯，並許諾會為此事替杰拉哥斯樹立彰顯碑。杰拉哥斯應承交易，並反過來開出更高價格，要求為自己額外樹立兩座彰顯碑。
有著閹割購入的年輕男性奴隸的癖好，因此遭到手下奴隸憎恨。在從卡地亞買下尤米尼斯返航到奧爾比亞的途中，被作反的奴隸們凌虐至死。尚未遭到虐待和閹割的尤米尼斯在目睹其淒慘死狀時，心中只有些許對杰拉哥斯招待自己魚子醬的感激。
之後船隻發生海難，尤米尼斯被海浪沖到帕夫拉戈尼亞海岸上，後來他回到卡地亞時見到了杰拉哥斯蓋的彰顯碑。

#### 尤米尼斯少年時期－青年時期（帕夫拉戈尼亞）
桑拉
慕亞村前任村長加魯德的女兒。雙親都已過世，現被姨媽收養。碰巧與尤米尼斯在卡地亞養的貓同名。起初覺得尤米尼斯身份可疑，但相處過後漸漸對他抱有好感。桑拉出生不久就被訂下與代馬格斯的婚約，但隨著之後代馬格斯侵略慕亞村，桑拉與他的婚約也跟著作廢，她便正式與尤米尼斯成為戀人。之後尤米尼斯為了保護慕亞村被迫離去時，桑拉也決定為了村子延續婚約，與帖列格斯結婚。
巴特
慕亞村劍術最強者，也是尤米尼斯的劍術師父。性格冷靜、觀察力優秀的青年，是村中年輕人的頭領。
代馬格斯
慕亞村的鄰近都市帝歐斯名族菲列泰洛斯家的長子，與桑拉訂有婚約。

## 評價與獎項
獲頒日本 2010 年度日本新媒體動漫藝術節漫畫部門大賞；入圍第九及第十屆「手塚治虫文化獎」（2005, 2006 年），並在第 16 屆（2012年）獲得漫畫大賞。美國的漫畫評論家傑森·湯普森 認為，見諸作品的氣度、作者的雄心與故事情節，《歷史之眼》堪稱傑作。

## 出版書籍
| 冊數 | 講談社         | 講談社                                        | 東立出版社     | 東立出版社             |
| 冊數 | 發售日期       | ISBN                                          | 發售日期       | ISBN                   |
| ---- | -------------- | --------------------------------------------- | -------------- | ---------------------- |
| 1    | 2004年10月21日 | ISBN 4-06-314358-9                            | 2005年11月2日  | ISBN 986-11-7227-0     |
| 2    | 2004年10月21日 | ISBN 4-06-314359-7                            | 2005年11月2日  | ISBN 986-11-7228-9     |
| 3    | 2005年11月20日 | ISBN 4-06-314395-3                            | 2006年4月6日   | ISBN 986-11-8019-2     |
| 4    | 2007年7月23日  | ISBN 978-4-06-314460-4                        | 2007年11月22日 | ISBN 978-986-10-0351-1 |
| 5    | 2009年2月23日  | ISBN 978-4-06-314549-6                        | 2009年5月29日  | ISBN 978-986-10-3387-7 |
| 6    | 2010年5月21日  | ISBN 978-4-06-310662-6                        | 2010年10月4日  | ISBN 978-986-10-5784-2 |
| 7    | 2011年11月22日 | ISBN 978-4-06-310787-6 ISBN 978-4-06-358374-8 | 2012年8月24日  | ISBN 978-986-10-9175-4 |
| 8    | 2013年8月23日  | ISBN 978-4-06-387896-7                        | 2014年7月10日  | ISBN 978-986-337-468-2 |
| 9    | 2015年5月22日  | ISBN 978-4-06-387913-1                        | 2016年1月28日  | ISBN 978-986-431-493-5 |
| 10   | 2017年3月23日  | ISBN 978-4-06-388210-0                        | 2017年8月16日  | ISBN 978-986-482-571-4 |
| 11   | 2019年7月23日  | ISBN 978-4-06-515648-3                        | 2020年6月11日  | ISBN 978-957-26-4214-6 |
| 12   | 2024年6月21日  | ISBN 978-4-06-535755-2                        | 2025年2月17日  | ISBN 978-626-02-3457-7 |

## 外部連結
- 月刊Afternoon官方網站 － 歷史之眼 （页面存档备份，存于）（日語）